# DC 코믹스의 등장인물 목록/숫자
| #   | ㄱ | ㄷ | ㄹ | ㅁ | ㅂ | ㅅ |
| ㅇ  | ㅈ | ㅊ | ㅋ | ㅌ | ㅍ | ㅎ |
| A~Z |    |    |    |    |    |    |

다음은 숫자로 시작되는 DC 코믹스의 등장인물 목록이다.